# Красноуральський міський округ
Красноура́льський міський округ (рос. Красноуральский городской округ) — адміністративна одиниця Свердловської області Російської Федерації.
Адміністративний центр — місто Красноуральськ.

## Населення
Населення міського округу становить 23480 осіб (2018; 25541 у 2010, 29767 у 2002).

## Склад
До складу міського округу входять 11 населених пунктів:
| Населений пункт         | Населення, осіб (2002) | Населення, осіб (2010) |
| ----------------------- | ---------------------- | ---------------------- |
| Бородинка, селище       | 41                     | 18                     |
| Високий, селище         | 7                      | 2                      |
| Дачний, селище          | 426                    | 328                    |
| Каменка, селище         | 3                      | 0                      |
| Краснодольський, селище | 234                    | 155                    |
| Красноуральськ, місто   | 28961                  | 24980                  |
| Межень, селище          | 7                      | 4                      |
| Нікольський, селище     | 9                      | 12                     |
| Проміжуток, селище      | 0                      | 0                      |
| Чирок, селище           | 51                     | 23                     |
| Ясьва, присілок         | 28                     | 19                     |